# 芝居絵
芝居絵（しばいえ）とは、歌舞伎に関わるものを題材とした浮世絵のこと。歌舞伎絵（かぶきえ）とも。

## 解説
歌舞伎役者の舞台姿、歌舞伎の舞台や劇場の外観などを描いたもの。芝居の番付の絵、音曲の正本表紙の絵など、また出雲の阿国や女歌舞伎、若衆歌舞伎を描いた江戸初期の肉筆風俗画も含むとされる。歌舞伎役者を描く役者絵も芝居絵の中に含むとされるが、逆に「芝居絵」を「役者絵」と呼ぶとする意見もある。それは「大枠で捉えれば、歌舞伎の舞台や劇場を描く時、ほとんど例外なく役者も併せて描いており、役者絵という呼称を援用できる」という理由からである。『新版 歌舞伎事典』（平凡社）では「芝居絵」と「役者絵」で項目を分けている。